# Can't Hold Us Down
Can't Hold Us Down (in italiano Non possono trattenerci) è un brano musicale di Christina Aguilera, estratto come quarto singolo dal secondo album della cantante Stripped, pubblicato nel 2002.
Il singolo, pubblicato nell'estate del 2003, vede la partecipazione della rapper Lil' Kim, che aveva già collaborato con l'artista nella cover di Lady Marmalade, ha ottenuto notevole successo negli Stati Uniti, in Australia e in Nuova Zelanda. La canzone è stata scritta da Christina Aguilera, Scott Storch e Matt Morris e prodotta da Ron Fair e Christina Aguilera.
Can't Hold Us Down è particolarmente conosciuto per i temi femministi trattati, e per il video musicale diretto David LaChapelle. Il singolo è stato nominato ai Grammy Award del 2004 nella categoria "Miglior collaborazione vocale pop".

## Descrizione
La versione originale di Can't Hold Us Down era cantata con Eve, che fu chiamata a registrare le sue parti per essere poi sostituita da Lil' Kim. Si sente un campionamento di Can't Nobody Hold Me Down di Sean Combs.

## Video musicale
Diretto da David LaChapelle, che aveva precedentemente diretto il video di Dirrty, il video mostra Christina Aguilera, Lil Kim e una dozzina di altre donne affrontare una gang di ragazzi nell'East Village. Il video è stato filmato in una stanza di isolamento acustico che rievoca un quartiere anni ottanta del Lower East Side a Manhattan.

## Tracce
CD-Maxi RCA 82876 556332 (BMG) / EAN 0828765563321
1. Can't Hold Us Down – 4:15
2. Can't Hold Us Down (Sharp Boys Orange Vocal Mix) – 7:22
3. Can't Hold Us Down (Jacknife Lee Mix) – 4:30

## Remix
- Can't Hold Us Down (Sharp Boys Orange Vocal Mix) (7:22)
- Can't Hold Us Down (Sharp Beyond Dub)
- Can't Hold Us Down (Jacknife Lee Mix) (4:30)
- Can't Hold Us Down (Jacknife Lee Dub)
- Can't Hold Us Down (Da Yard Riddim Mix) (4:16) - remixed by Steven Marsden (also known as Lenky); featuring Tanya Stephens
- Can't Hold Us Down (Medasyn Mix) (4:11) - remixed by Gabriel Olegavich
- Can't Hold Us Down (Medasyn Instrumental) - remixed by Gabriel Olegavich

## Classifiche
| Classifica (2003) | Posizione raggiunta |
| ----------------- | ------------------- |
| Nuova Zelanda     | 2                   |
| Australia         | 5                   |
| Irlanda           | 5                   |
| Regno Unito       | 6                   |
| Belgio (Fiandre)  | 7                   |
| Danimarca         | 8                   |
| Svizzera          | 11                  |
| Svezia            | 12                  |
| Stati Uniti       | 12                  |
| Austria           | 13                  |
| Paesi Bassi       | 14                  |
| Norvegia          | 14                  |
| Belgio (Vallonia) | 15                  |
| Italia            | 20                  |
| Francia           | 27                  |
| Ungheria          | 4                   |

### Classifiche di fine anno
| Classifica (2003) | Posizione raggiunta |
| ----------------- | ------------------- |
| Australia         | 99                  |
| Germania          | 62                  |
| Nuova Zelanda     | 29                  |
| Paesi Bassi       | 94                  |
| Regno Unito       | 108                 |
| Svizzera          | 44                  |